# Trifolium lappaceum
Trifolium lappaceum es una especie herbácea perteneciente a la familia de las fabáceas con una distribución cosmopolita.  

## Descripción
Trifolium lappaceum es una hierba de crecimiento anual, pubescente. Los tallos alcanzan un tamaño de 10-45 cm de altura, ascendentes o erectos, ramificados. Hojas interiores con pecíolo de hasta 65 mm; las superiores subsentadas; folíolos de 5-25 mm, obovados o elípticos, denticulados. Inflorescencias de 12-18 mm de diámetro, globosas u ovoideas, multifloras, con pedúnculos de hasta 30 mm.  Corola de 6-8 mm, tan larga como el cáliz en la antesis, más corta que el cáliz en la fructificación, rosada. Tiene un número de cromosomas de 2n = 16. Florece de abril a julio.

## Distribución y hábitat
Se encuentra en pastizales de depresiones inundables, en suelos arenosos, a veces también margosos, algo salinos;   un altitud de 0-1000 metros en el S de Europa, SW de Asia, Norte de África y región macaronésica (Azores, Madeira y Canarias). 

## Taxonomía
Trifolium lappaceum fue descrita por Carlos Linneo y publicado en Species Plantarum 2: 768–769. 1753.
Etimología
Trifolium: nombre genérico derivado del latín que significa "con tres hojas".
lappaceum: epíteto latino que significa "como rebabas".
Sinonimia
- Trifolium carteiense Coincy
- Trifolium issajevii Khalilov
- Trifolium lappaceum subsp. lappaceum
- Trifolium rhodense Pamp.[5][6]